# José Fernando Ramírez
José Fernando Ramírez (El Parral, 5 maggio 1804 – Bonn, 4 marzo 1871) è stato un politico messicano.
Deputato e ministro degli esteri dal 1846 al 1847 e dal 1851 al 1852, fu esiliato da Antonio López de Santa Anna per poi rimpatriare nel 1856 ed essere nuovamente ministro degli Esteri sotto il Secondo Impero messicano.
Sconfitto questo, fu nuovamente esiliato.